# M4 (автодорога, Венгрия)
M4 — запланированная к постройке автомагистраль Венгрии, которая должна соединить Будапешт с Румынией. Дорога будет проходить через следующие города: Цеглед — Сольнок — Пюшпёкладань — Надьикереки и протянется до границы с Румынией.